# Glycosmis lucida
Glycosmis lucida là một loài thực vật có hoa trong họ Cửu lý hương. Loài này được Wall. ex C.C. Huang mô tả khoa học đầu tiên năm 1987.